# Стерилизација (микробиологија)
Стерилизација је поступак конзервисања намирница температурама од 100-125°C чиме се постиже већа одрживост намирница. 
Бактерије су отпорније према дејству топлоте од плесни и квасаца. Вегетативни облици су осетљивији од спорогених облика. Температуром од 100°C уништавамо вегетативне облике, а спорогене облике уништавамо температуром од 100-125°C.
Дејство топлоте на микроорганизме не зависи само од висине температуре и дужине деловања, већ и од многих других фактора, због тога је неопходно процењивати термичку ефикасност неког режима стерилизације, како би се изабрао онај режим, који ће с једне стране дати одређену сигурност у погледу минималне могућности преживљавања спора, а са друге стране, неће утицати знатније на погоршање квалитета производа.

## Режими стерилизације
Режим стерилизације зависи од:
- врсте, броја и осетљивости микроорганизама према температури:
- брзине простирања топлоте у производима, која поред осталог зависи:
  - од природе производа
  - од његових физичких особина
  - од његових хемијских особина
  - од његове киселости (рН-вредности)
- материјала, облика и величине амбалаже (кутије-конзерве)
- режим стерилизације је у функцији врсте, броја и облика микроба

Од великог значаја је и број микроорганизама пре стерилизације, односно већа је вероватноћа преживљавања микроорганизама уколико је њихов број већи пре стерилизације. Зато су хигијенске мере императив у манипулацији намирницама. Треба конзервисати само здраве, свеже и што мање инфициране намирнице, уз претходно бланширање. 
Бланширањем се добија еластичнији производ, дезактивираних фермената, са почетном температуром која утиче на режим стерилизације.

## Технолошки процес
Режим стерилизације се састоји из три фазе:
- Фаза загревања - односно времена потребног за подизање температуре стерилизације, до фиксиране леталне температуре у критичној тачки
- Фазе стерилизације - односно време сталне температуре стерилизације или термостатирања
- Фазе хлађења - односно времена трајања снижавања температуре у апаратима за стерилизацију

Режим стерилизације се одређује за сваку врсту конзерве експерименталним путем и зависи и од врсте аутоклава у коме се спроводи режим стерилизације.
Након стерилизације конзерве се морају нагло охладити да би се спречио развој спорогених, термофилних бактерија, промена боје и конзистенције стерилизованог производа.
Стерилизацијом се не постиже апсолутна стерилност, већ комерцијална стерилност, која је довољна да уништи патогене микроорганизме.
Према међународној конвенцији комерцијално стерилан производ се може сматрати, онај, код кога се примени режим стерилизације, који смањује број спора, наведених индикатор бактерија, са 105 на 10° по милилитру.
Стерилизација гама зрачењем је позната као хладна стерилизација јер не користи високу температуру чиме се избегавају потенцијална термичка оштећења. Предност у односу на друге методе стерилизације је некоришћење канцерогеног гаса, повишене температуре, влаге, као и повишеног притиска који може довести до механичких оштећења.
Радијациона јединица Института за Нуклеарне науке Винча као извор гама зрачења користи Кобалт 60. Енергију гама зрака карактерише апсолутна продорност кроз материјале без промене температуре приликом процеса, као и без заосталих штетних остатака. Стерилизација гама зрачењем се заснива на првобитном утврђивању броју бактерија по производу пре стерилизације и примена адекватне минималне дозе зрачења. Апсорбована доза зрачења се прилагођава у зависности од густине производа, величине паковања и иницијалне контаминације производа. Дозиметрија одређује дозу, потврђује и контролише процес озрачивања.